# Abraham Warneck
Abraham Warneck, född 1733, död 1780, var en svensk guld- och silversmed.
Warneck gick i lära för sin far Niclas Warneck och blev gesäll 1754. Han började stämpla med egen stämpel 2 mars 1763 och han fick burskap som guldsmedsmästare 18 april 1763. 
Warneck är representerad vid Värmlands museum med en dryckeskanna i silver som var specialbeställd av Karlstads borgerskap till assessor Reinhold Antonsson.